# Salcedo, Đông Samar

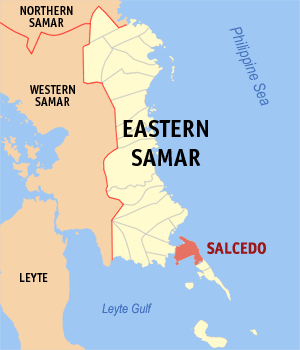
Bản đồ Đông Samar với vị trí của Salcedo

Salcedo là một đô thị hạng 5 ở tỉnh Đông Samar, Philippines. Theo điều tra dân số năm 2000 của Philipin, đô thị này có dân số 16.971 người trong 3.452 hộ.

## Các đơn vị hành chính
Salcedo được chia ra 41 barangay.
| - Abejao - Alog - Asgad - Bagtong - Balud - Barangay 1 - Barangay 13 - Barangay 2 - Barangay 3 - Barangay 4 - Barangay 5 - Barangay 6 - Barangay 7 - Barangay 8 | - Barangay 9 - Barangay 10 - Barangay 11 - Barangay 12 - Buabua - Burak - Butig - Cagaut - Camanga - Cantomoja - Carapdapan - Caridad - Casili-on - Iberan | - Jagnaya - Lusod - Malbog - Maliwaliw - Matarinao - Naparaan - Seguinon - San Roque (Bugay) - Santa Cruz - Tacla-on - Tagbacan - Palanas - Talangdawan |